# RingFrei
#RingFrei ist eine seit Oktober 2015 aktive Bürgerinitiative, die sich erfolgreich für eine bessere und damit sichere Mobilität für Fußgänger und Radfahrer sowie eine höhere Aufenthaltsqualität an den Kölner Ringen einsetzt. Sie ist inzwischen weit über Köln hinaus bekannt und wurde mit dem Deutschen Fahrradpreis 2019 ausgezeichnet.
Schwerpunkt der Forderungen, die in einem 10-Punkte-Plan zusammengefasst wurden, ist die Verlagerung des Radverkehrs vom Gehweg auf die jeweils rechte Spur der Fahrbahn, eine eigenständige und durchgängige Radspur (Radfahrstreifen) – vom Bayenturm bis zur Bastei –, die Neuordnung des Parkens zugunsten von Ladezonen und Fahrradabstellplätzen und die Beschränkung der Geschwindigkeit auf 30 km/h.
#RingFrei initiierte und begleitete als breites Bündnis aus Geschäftsleuten, Nachbarschaft, Bürgern aus dem Bereich Fuß- und Radverkehr den Transformationsprozess des fast 7,5 Kilometer langen Boulevards, wobei die Zusammenarbeit mit Planenden, Verwaltungsebene und Politik als vorbildlich gilt. Die Forderungen von #RingFrei wurden 2016 unter diesem Namen Bestandteil des Radverkehrskonzepts für die Kölner Innenstadt.
Inzwischen (2019) wurden wesentliche Forderungen, wie Tempo 30 (in weiten Teilen), die Aufhebung der Radwegebenutzungspflicht sowie zwei Abschnitte und eine Pilotstrecke umgesetzt. Eine nahezu vollständige Umsetzung ist für 2020 geplant.

## Geschichte
Der Initiative #RingFrei gingen zu Beginn der 2000er Jahre mehrere Versuche voraus, zentrale Abschnitte der Kölner Ringe durch eine Umverteilung der Verkehrsflächen, insbesondere durch Verlagerung des baulichen Radweges, attraktiver und sicherer zu gestalten.

### Vorläufer

#### „Ring frei“ – Fahrraddemonstration (1993)
Am 8. Mai 1993 fand die zweite große Kölner Fahrraddemonstration mit 2.000 Teilnehmern unter dem Motto „Köln aufs Rad - Ring frei für Radfahrer“ und thematisierte die damals bereits für Radfahrende konfliktträchtigste Strecke im Kölner Stadtgebiet, die Kölner Ringe.

#### Verkehrsversuch: Sperrung der Ringe an Wochenenden „Ring frei“ (2002)
In Folge des tragischen Todes des Sohnes des damaligen Oberbürgermeisters Fritz Schramma an der Pilgrimstraße am 31. März 2001 – er wurde Opfer eines illegalen Straßenrennens –, beschloss 2002 nach langen politischen Diskussionen der Bau- und Verkehrsausschuss der Kölner Stadtrates eine Sperrung der Ringe an Wochenende zwischen Rudolfplatz und Friesenplatz.
Ab dem 7. Juli 2002 wurde dieser Abschnitt dann jeweils von Freitag 21:00 Uhr bis Samstag 05:00 Uhr und Samstag von 21:00 Uhr bis Montag 05:00 Uhr gesperrt. Hierüber informierte die Verwaltung mit einer Broschüre mit dem Titel Ring frei.
Der Verkehrsversuch war zwar auf ein Jahr ausgelegt, wurde dann bereits drei Monate später aufgrund von Beschwerden von Anliegern und Geschäftsleuten gestoppt, dies obwohl das Unfallgeschehen sich deutlich verringerte und Schleichverkehre ausblieben. Fritz Schramma zitierte 2005 in einer Rede diese Untersuchung der Technischen Hochschule Aachen, dass mit der Sperrung „der Imponierverkehr und die Straßenrennen wirkungsvoll unterbunden wurden“.

#### Verkehrsversuch „Ringe“ – Einspurigkeit zwischen Rudolfplatz und Ehrenstraße (2004–2012)
Am 16. August 2004 wurde dort versuchsweise der Radweg auf eine Länge von 200 Metern auf den damaligen Parkstreifen verlegt und damit die Gehweg- bzw. Aufenthaltsfläche vergrößert. Zudem wurde die jeweils rechte Fahrspur in diesem Abschnitt in einen „Mehrzweckstreifen“ umgestaltet: In den Hauptverkehrszeiten diente er als Fahrspur und außerhalb zum Laden, Liefern sowie zum Parken.
Diesem Versuch ging eine weitgehende Bürgerbeteiligung voraus und er verlief letztendlich ohne die von Kritikern prognostizierten Staus. Die Ergebnisse flossen in eine bundesweite Untersuchung zum Laden und Liefern ein, veröffentlicht von der Bundesanstalt für Straßenwesen.

#### Geplante Umgestaltung des Hohenzollernrings (2005–2008)
Mit dem „Ring-Symposium – Die Zukunft der Ringe als Brücke zwischen Alt-, Geschäfts- und Wohnstadt“ am 17. März 2005 begann ein weitergehender Prozess unter Beteiligung der Interessensgemeinschaft IG Ring e. V., Anliegern, Geschäftsleuten, Politik und Verwaltung.
Er brachte einen Entwurf für die Umgestaltung des Hohenzollernrings hervor, der Fußgängern wie Radfahrern mehr Raum wie Aufenthaltsqualität schaffen sollte. Der Radweg sollte im Gegensatz zum Verkehrsversuch „Ringe“ auf voller Länge nicht mehr auf dem Gehweg, sondern im Bereich des Parkstreifens geführt und auf zwei Meter verbreitert werden. Zudem sollten die Kreuzungen Rudolfplatz und Friesenplatz umgestaltet werden – insbesondere sollten hier die freilaufenden Rechtsabbieger zurückgebaut werden. Den Entwurf dafür entwickelte der Stadtplaner Dieter Prinz.
Um diesen Entwurf umzusetzen, wurde seitens der Politik eine 50-prozentige Beteiligung der ca. 30 Anlieger an den Kosten vorausgesetzt, die letztendlich auf über 1,6 Millionen Euro geschätzt wurden. Voraussetzung hierfür wäre die Gründung einer Immobilien- und Standortgemeinschaft gewesen. Sie scheiterte, so der damalige Beigeordnete für Stadtentwicklung, Planen und Bauen, Bernd Streitberger, da die Mindestquote der Anlieger hierfür nicht erreicht wurde.

#### Programm „Umgestaltung Ringe“ (2010–2011)
Am 20. April 2010 wurde die bauliche Umgestaltung analog zu dem 2004 gestarteten Verkehrsversuch beschlossen und letztendlich 2011 realisiert. Allerdings wurde nicht der vollständige Abschnitt des Radweges auf dem baulichen Hochbord vom Rudolfplatz bis Ehrenstraße bzw. ab der Flanderischen Straße in Richtung Rudolfplatz erneuert und von 0,95 auf 1,6 Meter auf einer Länge von 100 Metern aufgeweitet, sondern die ersten und letzten 20 Meter verblieben jeweils im bisherigen, schmaleren Zustand. Dies entsprach damit nicht den aktuellen und verbindlichen Empfehlungen für Radverkehrsanlagen (ERA 2010).

#### Interdisziplinäre Planungswerkstatt Kölner Ringstraßen (2011–2013)
Im Rahmen des Masterplans für die Kölner Innenstadt wurde die Erarbeitung einer Gesamtkonzeption zur weiteren Entwicklung der Kölner Ringstraßen empfohlen. Hierzu wurde von April bis September 2011 eine interdisziplinäre Planungswerkstatt durchgeführt, an der Teams aus Städteplanern, Architekten, Landschaftsarchitekten und Verkehrsplanern teilnahmen. Im Weiteren wurde dazu ein Verkehrsgutachten erstellt, das den ÖPNV, die Fußgängerbereiche, das Radverkehrskonzept sowie der Abwicklung der Lieferverkehre untersuchte. Dieser Prozess mündete in die „Leitlinie Kölner Ringstraßen“ und dokumentierte, dass die Verkehrsflächen zugunsten des Fuß- und Radverkehrs neu geordnet und mit ausreichenden Breiten ausgestattet werden müssen.

### Gründung von #RingFrei (2015)
Das Aktionsbündnis #RingFrei gründete sich im Vor- und Umfeld der Demonstration „Stoppt das Töten von Radfahrern“, zu der am 7. Oktober 2015 alle Kölner Radverkehrsverbände und -gruppen von ADFC, Agora Köln, Fahrradsternfahrt, Radkomm, REWK und VCD sowie der Ortsverband der Bündnis 90 Die Grünen und die Wählergruppe Deine Freunde aufriefen.
Vorausgegangen war eine Woche tragischer Unfälle durch rechtsabbiegende LKW. Eine Radfahrerin wurde dabei getötet, eine weitere wurde schwerst verletzt, nachdem sie ein Lastwagen an der Kreuzung Hohenzollernring/Beethovenstraße erfasst hatte. Zudem wurden weitere Radfahrer und eine Fußgängerin verletzt.
Ebenfalls unter dem Eindruck dieser Ereignisse stehend, erstellte der Kölner Reinhold Goss eine Online-Petition, die sich an den Rat der Stadt Köln richtete, damit sich als Konsequenz die Situation für Radfahrende an den Ringen entscheidend verbessert. Diese fand letztendlich über 2.000 Unterstützer. Gleichzeitig leitete Goss die zur Petition gehörige Anregung dem Ausschuss für Anregungen und Beschwerden des Kölner Stadtrat zu.
Am 26. Oktober 2015 lud die Initiative, unterstützt vom ADFC Köln, zu einer öffentlichen Veranstaltung ein und dort wurde der bis heute gültige 10-Punkte-Plan erarbeitet. Dessen Umsetzung, so hieß es in der gemeinsamen Pressemitteilung von ADFC und VCD, „ermöglicht allen Radfahrern von 8 bis 80 Jahren das sichere Fahren auf der Straße. […] ‚Durch den Abbau des alten Radwegs bekommen aber auch die Fußgänger eine Flaniermeile mit großzügiger Außengastronomie nach Pariser und Wiener Vorbildern, wie es Albert Speers Masterplan für die Stadt Köln bereits vorsieht‘.“

## Wirken, Vernetzung und Aktionstag

### Mediale Aufmerksamkeit wirkt auf Politik und Verwaltung
Aktivitäten der Initiative zeigten Wirkung in der Politik. Nur einen Tag nach der Verabschiedung des 10-Punkte-Plans, am 27. Oktober 2015, forderte der Verkehrsausschuss des Kölner Rates in einem Eilantrag einstimmig die Verwaltung auf, die Aufhebung der Radwegebenutzungspflicht in Köln voranzutreiben, dies schnellstmöglich an den Ringen. Diese Maßnahme soll Radfahrende besser in das Sichtfeld der Autofahrenden bringen.
Am 16. Dezember 2015 zeigte die Initiative im Kölner Kino Odeon den Film BIKES vs CARS. Dem schloss sich eine Diskussion unter Teilnahme von Heike Aghte (EUGENT Europäische Gesellschaft für Entschleunigung), Dr. Ulrich Soénius (stellv. Geschäftsführer der IHK Köln), Hans-Günter Grawe (dem damaligen Einzelhändler und Sprecher der Einrichtungsmeile Kölner Ringe) und Christoph Schmidt (Vorstand des ADFC Köln) an. Die Diskussion leitete Helmut Frangenberg (Redakteur beim Kölner Stadt-Anzeiger).
Diese Veranstaltung, wie die mediale Berichterstattung hierzu führte dazu, dass – wiederum nur einen Tag später, am 17. Dezember 2015 – der Leiter des Straßen- und Verkehrsamtes Klaus Harzendorf in einem Zeitungsartikel die Aufhebung der Radwegebenutzungspflicht an den Ringen für Ende 2016 ankündigte.
Allerdings dämpften Politik und Verwaltung die damit verbundenen Erwartungen und die Initiative intensivierte ihre Öffentlichkeitsarbeit.

### Politik stellt die Weichen mit einem #RingFrei-Workshop, Eklats
Am 21. April 2016 beauftragte die Bezirksvertretung der Innenstadt in einem Dringlichkeitsantrag die Verwaltung, einen Workshop zur verkehrlichen Verbesserung und Aufwertung im Sinne einer nachhaltigen Verkehrsplanung der Ringe durchzuführen. Der Verkehrsausschuss beschloss am 14. Juni 2016, dass die Ergebnisse dieses Workshops in das Radverkehrskonzept für die Kölner Innenstadt einfließen sollten.
Der Workshop tagte dann am 5. Juli 2016 zum ersten Mal unter Beteiligung des ADFC, VCD, den verkehrspolitischen Sprechern der Bezirksvertretung Innenstadt und des Verkehrsausschusses, den Vertretern der Polizei Köln und des Ordnungsamts, der IHK Köln, des Teams des Fahrradbeauftragten um Jürgen Möllers, sowie der Amtsleitung. Im Vorfeld dieses Termins kam es zu einem Eklat: Die Verwaltung forderte von der Initiative in einer E-Mail die Übernahme der Workshop-Kosten in Höhe von 5.000 Euro.
Nur wenige Wochen später wurde von der Verwaltung überraschend am Hansaring ein Schutzstreifen aufgebracht, der in seiner Ausführung weder dem 10-Punkte-Plan entsprach, noch im Rahmen des Workshops abgestimmt worden war. Dieses Vorgehen löste große Empörung bei der Initiative und dem ADFC Köln aus. Auch wurde die neu markierte Verkehrsführung an der Kreuzung Bremer Straße/Hansaring/Adolf-Fischer-Straße aufgrund ihrer verwirrenden Vielzahl an unterschiedlichen Abbiegemöglichkeiten für Radfahrer („Schnittmuster des Grauens“) sowie eine verdeckte Ampel kritisiert.
Vor dem zweiten Workshop kam es nochmals zu einem Eklat: Die Verwaltung setzte dafür offensichtlich unvermittelt den 22. Mai 2017 als Termin an; dieser wurde daraufhin von der Initiative abgesagt, da weder ein verbindlicher Zeitplan, noch konkrete Lösungen, um den Zehn-Punkte-Plan umzusetzen, im Vorfeld besprochen wurden.

### Unterstützer und Vernetzung
Namhafte Kölner unterstützen #RingFrei in einer Onlineaktion „Kölner Gesichter“, u. a. die Schauspielerin Liz Baffoe, der Schauspieler und Moderator Thomas Hackenberg, der Musiker Björn Heuser, der Komiker Markus Barth, die Schauspielerin Yvonne de Bark, wie der 1. FC-Köln Stadionsprecher Michael Trippel.
In der WDR-Sendung „Fahrspaß statt Staustress – Schlauer mobil mit Fahrrad und E-Bike“ aus der Serie „Haushaltscheck“ vom 18. Mai 2016 spricht sich Yvonne Willicks sehr deutlich für #RingFrei in Köln aus.
Auf dem Kölner Fahrradkongress Radkomm am 18. Juni 2016 bezeichnete Oberbürgermeisterin Henriette Reker „den Zehn-Punkte-Plan, der auf den Ringen unter anderem Tempo 30, eine auf die Radfahrer zugeschnittene Ampelschaltung und den Wegfall der Radwegbenutzungspflicht vorsieht, ebenso den Wegfall von Autoparkplätzen“ als „absolut notwendig“.
Weitere Unterstützer sind: ADFC Köln, AGORA Köln, Anzeigen-Flashmob, Colabor, Greenpeace Köln, Faradgang, KölnAgenda, Neuland, Radkomm, stylemile.cologne (ehemals Einrichtungsmeile an den Kölner Ringen), Studierendenparlament der Universität zu Köln.
Inzwischen hat sich #RingFrei als feste Größe in Fragen zum innerstädtischen Kölner Radverkehr etabliert und gehört zu den Stakeholdern des kommunalen Forums „ZukunftsRadKöln“. Das Sprecherteam besteht aus Reinhold Goss, Hans-Günter Grawe (Berater und „Handelskümmerer“) und der 2. Vorsitzenden des ADFC Köln Carolin Ohlwein.
Darüber hinaus veranstaltet die Initiative in unregelmäßigen Abständen öffentliche Treffen mit seinen Unterstützern, ist im engen fachlichen Austausch mit der Radverkehrsgruppe des ADFC Köln und stellte sich der öffentlichen Diskussion.
Zweimal war Reinhold Goss für #RingFrei zu Gast im Haus der Architektur Köln. Zuletzt im Mai 2017 auf Einladung von Christl Drey und gemeinsam mit Angela Stolte-Neumann, der damaligen Leiterin der Planungsabteilung im Amt für Straßen und Verkehrstechnik. Sie berichteten jeweils aus der Perspektive einer Planerin bzw. einer Initiative über den Stand der Planungen und der Zusammenarbeit. Es ging dabei auch um die Frage von Bürgerbeteiligung in kommunalen Planungsprozessen. Beispielsweise hatte es von Beginn an unterschiedliche Auffassungen gegeben, was ein Workshop eigentlich sei. Es ging im Weiteren auch um Spielräume, die eine Verwaltung im Rahmen von Planungen nutzen kann und sollte, denn so formulierte es Goss: „Wenn wir ernsthaft eine Verkehrswende wollen, müssen wir das hier zeigen.“

### Aktionstag „Wir machen den #RingFrei“
Am 16. September 2017 zeigte das Aktionsbündnis der Öffentlichkeit unter dem Motto „Wir machen den #RingFrei“ in dem Abschnitt von der Schaevenstraße bis zum Friesenplatz auf rund 800 Metern, wie sich die Wandlung einer Autospur zu einer Radspur praktisch darstellt.

## Ziele, Umsetzungen und Planungen

### Der 10-Punkte-Plan
Der 10-Punkte-Plan wurde zusammen mit der Petition dem Bezirksbürgermeister Andreas Hupke in der Sitzung der Bezirksvertretung Innenstadt am 28. Januar 2016 übergeben. In ihrer Sitzung vom 3. März 2016 schloss sich die Bezirksvertretung diesem einstimmig an und am 14. Juni 2016 nahm der Verkehrsausschuss diesen in das Radverkehrskonzept der Kölner Innenstadt auf.
1. Die Aufhebung der Benutzungspflicht an den Kölner Ringen muss sofort und ohne weitere Verzögerung umgesetzt werden. Dazu sind zunächst außer dem Entfernen der Schilder (in der Regel Verkehrszeichen 237 ) keine weiteren Maßnahmen erforderlich.
2. Es soll auf allen Spuren und in voller Länge der Ringe Tempo 30 gelten. Tempo 50 oder ein 30/50 Mix sind inakzeptabel.
3. Es wird eine verständliche, durchgängige und einheitliche Radverkehrsführung über die gesamten Ringe benötigt.
4. Es soll eine volle Fahrspur (3,75 m Breite) pro Richtung für den Radverkehr bereitgestellt werden. Auch an Engstellen müssen netto mind. 2,75 m Breite zur Verfügung stehen.
5. Die Radspur benötigt eine deutliche Markierung. Der bisherige Kölner Standard reicht hier nicht aus.
6. Die Schaltung der Lichtsignalanlagen muss für den Radverkehr optimiert werden. Eine grüne Welle ist erstrebenswert.
7. Ein vollständiger Rückbau der alten Radwege ist erforderlich. Der Platz soll dem Fußverkehr sowie einer erweiterten Gastronomie und unkommerziellen Sitzbereichen zur Verfügung gestellt werden.
8. Die Parkplätze an den Ringen sollen in großzügige Ladezonen sowie in Taxistände und Fahrradparkplätze umgewandelt werden. Parkraum für den MIV steht in den umliegenden Parkhäusern ausreichend zur Verfügung.
9. Es wird vor allem in der Anfangszeit eine intensive Kontrolle, sowohl der Ladezonen als auch des Haltens und Parkens in zweiter Reihe, durch das Ordnungsamt erforderlich sein.
10. Die Veränderung muss von einer breit angelegten Kampagne „Radfahren ist Verkehr“ begleitet werden.

### Umsetzungen (2016–2019)
Bis die ersten Maßnahmen auf 500 Meter für Radfahrende umgesetzt wurden, dauerte es ziemlich genau ein Jahr seit der ersten Ankündigung: Am Hansaring ab der Kreuzung Kümpchenshof wurde am 8. Dezember 2016 die Radwegebenutzungspflicht aufgehoben und Tempo 30 angeordnet.
Aufhebung der Benutzungspflicht: Dazu wurde die Verwaltung am 27. Oktober 2015 vom Verkehrsausschuss aufgefordert; sie ist seit Anfang 2019 an den Ringen fast vollständig umgesetzt. Nur noch auf dem Barbarossaplatz in südlicher Richtung, in diesem Verlauf auch noch am Ende des Ubierrings sowie dem Ebertplatz in nördlicher Richtung besteht noch eine Benutzungspflicht des jeweils auf dem Gehweg geführten Radwegs.
Tempo 30: Am 5. Dezember 2017 beauftragte der Verkehrsausschuss die Verwaltung, durchgängig vom Ubierring bis zum Theodor-Heuss-Ring Tempo 30 einzurichten. Dies ist bis auf den Ubierring und Teilstücke zwischen der Kreuzung Eifelstraße und Zülpicher Platz umgesetzt.
Eigene Fahrspur: Ebenfalls in der Sitzung am 5. Dezember 2017 beschloss der Verkehrsausschuss, alle Radverkehrsanlagen soweit möglich im Regelquerschnitt von 2,50 Meter auszulegen.
Diese Maßnahmen sind Stand August 2019 abgeschlossen:
- Abschnitt Zülpicher Straße und Schaafenstraße bzw. Lindenstraße: vollständige Umsetzung der Forderungen im Rahmen des #RingFrei-Pilot-Projektes[60]
- Theodor-Heuss-Ring bis auf ein Teilstück zwischen Konrad-Adenauer-Ufer und An der Münze: In Richtung Rhein konnte allerdings aufgrund des Anwohnerparkens nur ein Schutzstreifen mit einer Breite von 2,25 Metern Breite aufgebracht werden.[61]
- Sachsenring:[62] Aufgrund fehlender Beschlusslage wurde der Abschnitt zwischen Brunostraße und Ulrepforte nur mit einem Schutzstreifen mit einer Breite von 1,5 Meter ausgelegt, was zu Kritik führte, da der Radstreifen zu nahe an den parkenden Autos geführt wird und damit das Unfallrisiko für Radfahrenden durch unvorsichtig geöffnete Pkw-Türen steigt.
- Auf den kompletten Ringen vom Ubierring bis zum Theodor-Heuss-Ring gilt seit dem 16. August 2019 Tempo 30.[63]

### „Ringen“ um die Qualität der dritten Umsetzungsstufe (geplante Fertigstellung: 2020)
Im Juli 2018 kündigte Andrea Blome, die Beigeordnete für Mobilität und Verkehrsinfrastruktur, in einem Interview mit dem Kölner Stadt-Anzeiger an: „In den nächsten Jahren sollen die kompletten Ringe radverkehrsfreundlich umgestaltet werden. Das gilt auch für die Nord-Süd-Achse und die Gladbacher Straße zwischen Ehrenfeld und der Innenstadt. Da gibt es einen ganz starken Bedarf.“
Am 17. April 2019 stellte die Verwaltung Planungen für die dritte Umsetzungsstufe den politischen Gremien (Verkehrsausschuss und Bezirksvertretung) zur Beratung und Abstimmung vor. Da die Beratungsfolge relativ kurz und die Fragen der vorgeschlagenen Verkehrsführung komplex schien, lud die Initiative zu Befahrung der kompletten Ringe am 30. April 2019 ein. Es nahmen daran alle verkehrspolitischen Sprecher aus Bezirksvertretung und Verkehrsausschuss teil; vertreten waren außerdem Verwaltung, IHK, ADAC, ADFC und VCD sowie Fachleute aus Stadt- und Verkehrsplanung.
Während der Befahrung wurde deutlich, dass sich entlang der Ringe viele öffentliche wie private Bildungseinrichtungen befinden. Sei es am Hansaring die Bildungslandschaft Altstadt-Nord oder rund um den Zülpicher Platz bis hin zum Ubierring Einrichtungen, wie u. a. die Rheinische Fachhochschule Köln, die Gesamtschule IGIS, das Humboldt-Gymnasium, das Institut français und die Technische Hochschule Köln. Insgesamt ermittelte im Nachgang die sachkundige Einwohnerin im Verkehrsausschuss Gunda Wienke über 80 Kindergärten, Schulen, Hochschulen, Sprachschulen und Weiterbildungsinstitute, die entlang oder in der unmittelbaren Nähe der Ringe angesiedelt sind. Die Ringe als Campus zu betrachten war bisher kein Aspekt, der im politischen und verkehrsplanerischen Fokus lag.
In der darauffolgenden Sitzung des Verkehrsausschusses am 2. Mai 2019 wurde die Vorlage unter dem Eindruck dieser Befahrung behandelt. „Diese Vorlage kann nicht der Schlusspunkt für die Entwicklung der Ringe sein“, sagte Andreas Pöttgen (SPD). Er forderte, die Benutzungspflicht für den bisherigen Radweg auf dem Bürgersteig vollständig aufzuheben und die Verkehrsführung am Barbarossaplatz für Radfahrer zu verbessern. „Wir können als Politik noch etwas mutiger sein als die Vorlage“, sagte Dirk Michel (CDU). Die Radfahrer müssten sicher auf die Straße gebracht werden, um gleichzeitig die Aufenthaltsqualität auf den Ringen zu verbessern. „Uns allen ist bewusst, dass das Ganze noch nicht ausgereift ist“, sagte Lino Hammer (Grüne). Es sei nun zu diskutieren, wie die Vorlage besser werden könne. Am Barbarossaplatz müsse etwas verändert werden. Michael Weisenstein (Linke) lobte die Bürgerinitiative „Ring frei“, die den Vorschlag zum Umbau der Ringe entwickelt hatte, für ihre Beharrlichkeit. FDP-Fraktionschef Ralph Sterck warnte davor, von einem Extrem ins andere zu wechseln.
#RingFrei organisierte mit der besonderen fachlichen Unterstützung des ADFC im Vorfeld der Sitzung der Bezirksvertretung Innenstadt am 9. Mai 2019 ein weiteres Treffen mit politischen Vertretern. Hier wurden die mit als kritisch angesehenen Punkte der Verwaltungsvorlage herausgestellt. Daraufhin brachte die Fraktion von Bündnis 90/Die Grünen einen dann von allen Fraktionen und Gruppen bis auf der FDP gestützten Änderungsantrag ein. Die Verwaltungsvorlage wurde einstimmig mit diesen Änderungen dem Verkehrsausschuss zur entsprechenden Abstimmung am 18. Juni 2019 empfohlen.
Nachdem allerdings die Verwaltung in einer Stellungnahme deutlich machte, dass diese Beschlussempfehlungen kaum umsetzbar seien, wurde in einer gesondert einberaumten Besprechung zwischen den Beteiligten aus Verwaltung, Politik und #RingFrei-Initiative ein Kompromiss erzielt. Dieser stellt nun sicher, dass sehr weitgehend der 10-Punkte-Plan im Jahr 2020 umgesetzt wird. Dieses Ergebnis wurde am 9. Juli 2019 mit nur einer Gegenstimme der FDP im Verkehrsausschuss des Rates der Stadt Köln bestätigt.

## Kritik

### An der durchgängigen Umwandlung einer Spur zur Radspur durch die IHK (2016), des Kölner Haus- und Grundbesitzervereins (2018) und des ADAC (2019)
„Ulrich Soénius von der IHK — sonst durchaus fahrradfreundlich eingestellt — sieht die Umsetzung auf den Ringen generell kritisch. »Das sind zentrale Verkehrsstraßen, da eine ganze Spur wegzunehmen, ist schwierig.« […] »Man muss das gesamt-städtebaulich sehen«, […] Aus dem Stadtentwicklungsdezernat heißt es auf Nachfrage der StadtRevue, man müsse die verschiedenen Nutzungen prüfen. Verschiedene Abschnitte müssten zudem unterschiedlich betrachtet werden.“
Der Kölner Haus- und Grundbesitzerverein befürchtet hingegen, dass mit der Konzentration auf eine reine verkehrliche Betrachtung der Ringe wieder nur „Provisorien einer gesamtheitlichen Lösung vorgezogen werden und diese am Ende über Jahre hinweg bestand haben werden“ und fordert daher „eine endgültige Neuplanung des Hohenzollernrings als Anfang der Umgestaltung Ringe“.
Roman Suthold vom ADAC Nordrhein e. V. betonte, dass viele Radfahrer trotz des Angebotes aus Sicherheitsgründen weiter auf dem Bürgersteig-Radweg fahren würden und äußerte zudem die Sorge, dass ohne ein durchdachtes Konzept am Barbarossaplatz der Verkehr kollabieren würde.

### Parallelstrukturen

#### Baulicher Radweg/neue Radspur
Nicht nur die Initiative kritisierte die Parallelstruktur insbesondere am Bereich der Pilotstrecke, denn innerhalb dieses Abschnitts darf sowohl der noch vorhandene „bauliche“ Radweg auf dem Gehweg benutzt werden, als auch die Radspur auf der Fahrbahn.
In der geplanten Umsetzungsstufe soll „zunächst an allen Einmündungen, d. h. mindestens die ersten und letzten 10 Meter vor und hinter jeder Einmündung, die Radwege durch Austausch des Oberflächenbelags entfernt und die Flächen durch Beschilderung mit dem Verkehrszeichen Gehweg vollständig dem Fußverkehr zur Verfügung gestellt“ werden. Letztendlich sollen die straßenbegleitenden baulichen Radwege komplett entfernt werden.

#### Ringe/Wälle
Verschiedentlich wurde kritisiert, dass mit dem Radspur auf den Ringen und den geplanten Umwidmungen der inneren Wallstraßen zu einer Fahrradstraße eine unnötige Parallelstruktur geschaffen würde, so Ulrich Breite (FDP) am 18. April 2019, der zudem eine fehlende Untersuchung beklagte.

### Binden von Personal
Auch wurde kritisiert, dass der fahrradfreundliche Umbau der Ringe zu viele Personalressourcen beim Team des Fahrradbeauftragten binden würde.

### Fehlender Schutz der Radspur
Der ADFC Köln kritisierte den fehlenden Schutz der Radspuren zumindest im innerstädtischen Bereich und plädiert dafür, diese z. B. durch Poller gegen das Überfahren und unzulässigem Parken zu schützen („Protected Bike Lane“). Ebenso inakzeptabel sei eine Auslegung, bei der Rad- und motorisierter Individualverkehr gemeinsam geführt werden („Shared Bike Lane“). Grundlage müsse eine generationengerechte Auslegung der jetzt zu schaffenden Infrastruktur sein, die gleichermaßen von Acht- bis hin zu Achtzigjährigen genutzt werden könne („8-80-Cities“).

### Fahrradweichen

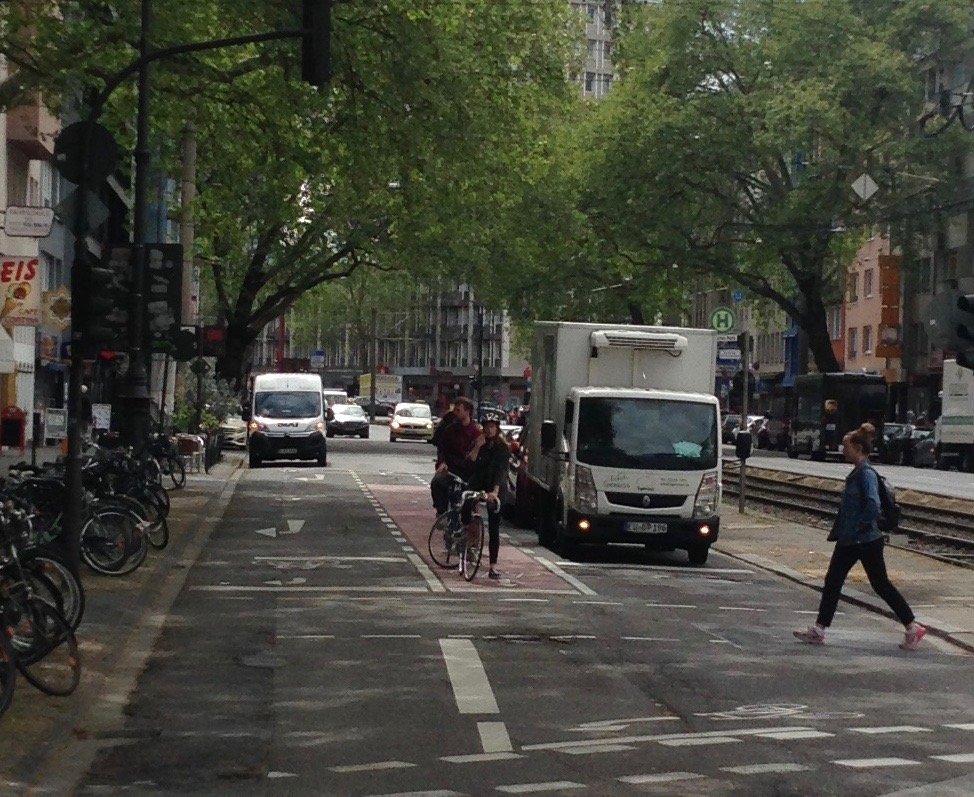
Fahrradweiche am Zülpicherplatz.

In Kreuzungsbereichen werden nach aktueller Auslegung und Planung Radfahrende über eine Fahrradweiche zwischen den geradeausführenden und den rechtsabbiegenden Spuren geführt. An den Ringen sind diese Radspuren schmäler als mit der Standardbreite von 2,50 Metern angelegt. Fahrradweichen hat Changing Cities 2018 in einer Presseaktion deutlich als nicht generationengerecht und gefährlich kritisiert, da Radfahrende sich beispielsweise ohne ausreichenden Sicherheitsabstand zwischen zwei LKW wiederfinden können.

### Schutzstreifen mit zu geringen Breiten
Sachsenring, Hansaring

### Kritik an Verwaltung
Kritiker betonten, dass die Radwegebenutzungspflicht von Amts wegen bereits 1998 im ganzen Stadtgebiet hätte aufgehoben werden müssen, spätestens jedoch nach 2010. Da bestätigte das Bundesverfassungsgericht, dass es eine Benutzungspflicht für Radwege nur geben dürfe, wenn eine außerordentliche Gefahrenlage besteht und die Radwege den Mindestanforderungen entsprechen.

## Auszeichnungen
Am 13. Mai 2019 wurde #RingFrei im Rahmen des Nationalen Radverkehrskongresses in Dresden mit dem Deutschen Fahrradpreis 2019 in der Kategorie „Kommunikation“ ausgezeichnet. Der Kölner Stadt-Anzeiger kommentierte: „Der Kontrast könnte kaum größer sein. Mitte April landete Köln beim Fahrrad-Klimatest des Allgemeinen Deutschen Fahrrad-Clubs (ADFC) im Vergleich der Metropolen mit mehr als 500 000 Einwohnern auf dem letzten Platz – ein Debakel für die Verkehrspolitik der Stadt. Nur vier Wochen später hat das Kölner Aktionsbündnis „Ring frei“ am Montag beim Deutschen Fahrradpreis den ersten Platz belegt.“